# Warneckea sapinii
Warneckea sapinii là một loài thực vật có hoa trong họ Mua. Loài này được (De Wild.) Jacq.-Fél. miêu tả khoa học đầu tiên năm 1978.